# Convolosaurus
Convolosaurus – wymarły rodzaj dinozaura, bazalnego ornitopoda.
Skamieniałości nieznanych nauce dinozaurów znaleziono w 1985 w północno-środkowym Teksasie, w hrabstwie Comanche, w okolicy Proctor Lake. Spoczywały wśród skał formacji Twin Mountains. Jej skały datuje się na apt. Znalezione szczątki liczyły pozostałości dwudziestu dziewięciu osobników na różnym etapie rozwoju ontogenetycznego, mniejsze i większe, te ostatnie niekiedy z zachowanymi połączeniami stawowymi. W efekcie Proctor Lake stanowi najzasobniejsze źródło wczesnokredowych skamieniałości dinozaurów w Teksasie.
Analiza znalezionych kości wskazała, że chodzi o bazalnego przedstawiciela ornitopodów, niezaliczającego się do kladu Iguanodontia. Skamieniałości przedstawiały nieznany wcześniej zbiór cech, zarówno pierwotnych, jak i zaawansowanych ewolucyjnie, które pozwoliły na opisanie nowego rodzaju. Szczególną uwagę autorzy zwracają na obecność czterech zębów przedszczękowych, których u bardziej zaawansowanych ewolucyjnie ornitopodów nie było w ogóle. Również zęby kości zębowej prezentują się bazalnie. Inną cechą pierwotną jest pozycja skrzydła kości skrzydłowej. Dla odmiany zakrzywione korzenie zębów kości szczękowej oraz budowa kręgów wydają się ewolucyjnie zaawansowane.
Przeprowadzona analiza filogenetyczna wskazała, że Convolosaurus marri tworzy klad z Iguanodontia, którego grupę siostrzaną stanowi z kolei gatunek Hypsilophodon foxii. Zwierzę niegdyś zaliczano do rodziny hipsylofodonów. Obecnie jednak takiej grupy nie wyróżnia się, byłaby ona bowiem parafiletyczna.
Wyjaśnienia domaga się obecność tak licznych osobników. Była to sucha, stepowa równina zalewowa położona w dolinie. Być może chodziło o miejsce gniazdowania. Wydaje się, że zwierzęta zajmowały je dłuższy czas. W każdym razie widać pozostałości życia w stadzie. Odwołuje się do tego nazwa rodzajowa Convolosaurus, oznaczająca stadny jaszczur. Epitet gatunkowy marri upamiętnia doktora Raya H. Marra, autora filmów Society of Vertebrate Paleontology i obrońcy praw studentów na Southern Methodist University.

## Historia
Skamieniałości nieznanych nauce dinozaurów znaleziono w maju 1985 w północno-środkowym Teksasie, w hrabstwie Comanche, w okolicy Proctor Lake. Należały do jakichś niewielkich dinozaurów, były bardzo liczne. Nigdy wcześniej w Teksasie nie znaleziono tak licznego znaleziska wczesnokredowych dinozaurów, znalezisko liczyło przynajmniej 29 osobników.
Znalezisko weszło w skład zbiorów Shuler Museum of Paleontology należącego do Southern Methodist University w Dallas, pojedyncze okazy wystawiano również w Proctor Lake US Army Corps of Engineers Office w Proctor, Perot Museum of Nature and Science w Dallas i Fort Worth Museum of Science and History w Fort Worth. Kolejne znaleziska powiększyły zebrany materiał do 488 okazów.

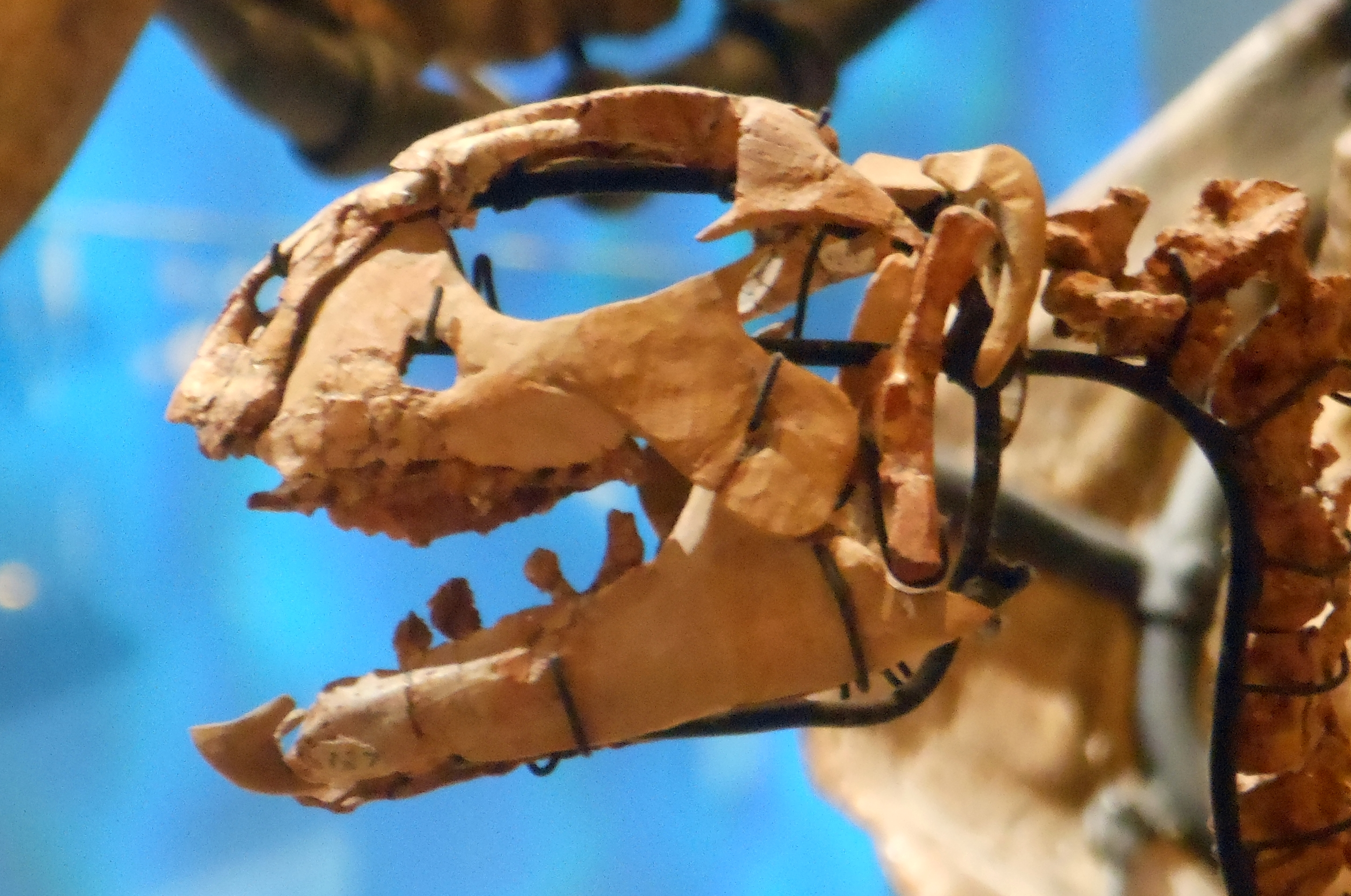
Czaszka Convolosaurus, zdjęcie autorstwa Carpentera

## Ekologia
Znaleziska dokonano wśród skał formacji Twin Mountains, należącej do grupy Trinity. Jej podstawę datuje się na jakieś 125 milionów lat, a więc na apt, podczas gdy podstawa zachodzącej nań formacji Glen Rose uformowała się mniej więcej na przełomie aptu i albu, około 113 milionów lat temu. Skały Twin Mountains powstały z osadów lądowych i morskich za najwcześniejszej transgresji kredowej Morza Środkowego Zachodu na obszarze kratonu teksańskiego. Dolna część formacji tworzona jest przez piaskowce i zlepieńce, podczas gdy górną budują piaskowce i mułowce. Piaskowce i mułowce o czerwonawej barwie tworzą też warstwę, w której znaleziono skamieniałości.
Wyjaśnienia domaga się obecność tak licznych osobników. Była to sucha, stepowa rzeczna równina zalewowa położona w dolinie. Być może chodziło o miejsce gniazdowania, aczkolwiek nie znaleziono skorupek jaj. Wydaje się, że zwierzęta zajmowały to miejsce dłuższy czas. W każdym razie widać pozostałości życia w stadzie.
Poza tym w skałach formacji Twin Mountains znaleziono także inne skamieniałości kręgowców. Z dinozaurów wymienić należy dromeozaurzy ząb. Crocodyliformes reprezentuje Wannchampsus kirpachi. 